# قسم علوم الحاسوب جامعة أكسفورد
قسم علوم الحاسوب في جامعة أكسفورد في انجلترا، تأسس في عام 1957 كمعمل للحواسيب، يعمل في القسم 52 من أعضاء هيئة التدريس وأكثر من 80 باحث (حسب سنة 2014)، أكسفورد من أفضل الجامعات في علوم الحاسوب في المملكة المتحدة وأوروبا، وحصلت على المرتبة الثانية في علوم الحاسوب وأنظمة المعلومات (بعد جامعة كامبردج) في عام 2016 في تصنيف الجامعات.

## التاريخ
منذ عام 1952، سعى عالم الرياضيات تشارلز كولسون للحصول على التمويل لإنشاء معمل الحواسيب الخاص بجامعة أكسفورد. وفي عام 1956 قررت لجنة المنح الجامعية تمويل شراء معمل الحواسيب الخاص بالجامعة، وكان أول مدير للقسم ليزلي فوكس، حيث عُيِنَ في عام 1957 وفي السنة التالية تم نقل القسم إلى 9 شارع  South Parks Road، وفي عام 1963 انتقل إلى 19 شارع Parks Road.
من 2003 إلى 2014 أصبح رئيس القسم بيل روسكو، الذي أشرف 2011 تغير التسمية من مختبر الحواسيب في جامعة أكسفورد إلى قسم علوم الحاسوب في جامعة أكسفورد. الرئيس الحالي للقسم هو مايكل وولدريدج.